# Афинское информационное агентство
Афи́нское информацио́нное аге́нтство (Athens News Agency, ANA) — национальное информационное агентство Греции. Одно из крупнейших информационных агентств в Греции.

В данный момент является частью Афинско-Македонского агентства новостей (ANA-MPA).
Было основано в 1895, как частная компания. Поддерживает сотрудничество с такими мировыми информационными агентствами, как Рейтер (Reuters), DPA, ИТАР-ТАСС, AFP.
В ANA работают около 250 человек, из которых 180 журналистов. Отделения ANA расположены в Брюсселе, Стамбуле, Никосии и Берлине и корреспонденты в Вашингтоне, Нью-Йорке, Мельбурне, Монреале, Лондоне, Париже, Скопье, Вене, Риме, Белграде и т. д.
Генеральный директор: Джордж Тамбакопулос.